# Faat Kiné
Pour plus de détails, voir Fiche technique et Distribution.
Faat Kiné est un film franco-sénégalais écrit et réalisé par Ousmane Sembène, sorti en 2000.

## Synopsis
À travers les portraits croisés de trois générations de femmes, Ousmane Sembène raconte une société sénégalaise en pleine mutation. Faat-Kine, sa mère, Mami, et sa fille, Aby. Kine est gérante d'une station service, elle vit seule avec ses deux enfants. A quarante ans, elle refuse de céder à la stigmatisation des mères célibataires et grimpe les échelons du succès dans un domaine dominé par les hommes.
Le cinéaste sénégalais Ousmane Sembene a 78 ans lorsqu'il réalise Faat-Kine, près de dix ans après son précédent film, Guelwaar. Ce film est le premier d'un triptyque inachevé sur l’héroïsme au quotidien.

## Fiche technique
- Titre : Faat Kiné
- Réalisation : Ousmane Sembène
- Scénario : Ousmane Sembène
- Photographie : Dominique Gentil
- Son : El Hadj M’Bow
- Montage : Kahéna Attia Riveill
- Musique : Yandé Codou Sene
- Production : les Films Doomireew
- Langue : français et wolof
- Format : couleur - Mono - 35 mm
- Durée : 90 minutes
- Date de sortie : 2000

## Distribution
- Venus Seye : Faat Kiné
- Mame Ndoumbé : Mami, sa mère
- Ndiagne Dia : Djip son fils
- Mariama Balde : Aby, sa fille
- Awa Sène Sarr : Mada
- Tabata Ndiaye : Amy Kasse